# Jeff Rosenstock
 (mars 2022).
La mise en forme du texte ne suit pas les recommandations de Wikipédia : il faut le « wikifier ».
Les points d'amélioration suivants sont les cas les plus fréquents. Le détail des points à revoir est peut-être précisé sur la page de discussion.
- Les titres sont pré-formatés par le logiciel. Ils ne sont ni en capitales, ni en gras.
- Le texte ne doit pas être écrit en capitales (les noms de famille non plus), ni en gras, ni en italique, ni en « petit »…
- Le gras n'est utilisé que pour surligner le titre de l'article dans l'introduction, une seule fois.
- L'italique est rarement utilisé : mots en langue étrangère, titres d'œuvres, noms de bateaux, etc.
- Les citations ne sont pas en italique mais en corps de texte normal. Elles sont entourées par des guillemets français : « et ».
- Les listes à puces sont à éviter, des paragraphes rédigés étant largement préférés. Les tableaux sont à réserver à la présentation de données structurées (résultats, etc.).
- Les appels de note de bas de page (petits chiffres en exposant, introduits par l'outil «  Source ») sont à placer entre la fin de phrase et le point final[comme ça].
- Les liens internes (vers d'autres articles de Wikipédia) sont à choisir avec parcimonie. Créez des liens vers des articles approfondissant le sujet. Les termes génériques sans rapport avec le sujet sont à éviter, ainsi que les répétitions de liens vers un même terme.
- Les liens externes sont à placer uniquement dans une section « Liens externes », à la fin de l'article. Ces liens sont à choisir avec parcimonie suivant les règles définies. Si un lien sert de source à l'article, son insertion dans le texte est à faire par les notes de bas de page.
- La présentation des références doit suivre les conventions bibliographiques. Il est recommandé d'utiliser les modèles {{Ouvrage}}, {{Chapitre}}, {{Article}}, {{Lien web}} et/ou {{Bibliographie}}. Le mode d'édition visuel peut mettre en forme automatiquement les références.
- Insérer une infobox (cadre d'informations à droite) n'est pas obligatoire pour parachever la mise en page.

Pour une aide détaillée, merci de consulter Aide:Wikification.
Si vous pensez que ces points ont été résolus, vous pouvez retirer ce bandeau et améliorer la mise en forme d'un autre article.
Jeffrey Ernest Rosenstock (né le 7 septembre 1982) est un musicien, multi-instrumentiste, chanteur et auteur-compositeur américain originaire de Long Island, aux États-Unis. Il était le chanteur principal du groupe de ska punk The Arrogant Sons of Bitches, du collectif musical punk Bomb the Music Industry! et du groupe indie rock / noise pop Kudrow. Après la séparation de Bomb the Music Industry!, il entame une carrière solo.

## Jeunesse
Jeff Rosenstock a grandi à Baldwin, situé sur l'île de Long Island à New York. Il est né d'une mère juive-américaine qui travaillait comme professeur d'art et d'un père allemand et catholique qui était avocat. Jeff Rosenstock s'identifie comme juif.

## Carrière
Jeff Rosenstock a commencé sa carrière solo en 2012 en sortant sa première "mixtape" I Look Like Shit deux mois après l'annonce de la séparation de Bomb the Music Industry!. Cela a été suivi par le projet Summer Seven Club en 2013, qui permettait aux acheteurs du single "Summer" de Jeff Rosenstock un accès exclusif à de nouvelles chansons publiées périodiquement sur Internet au cours des mois suivants. Toutes les chansons de Summer Seven Club ont ensuite été rassemblées et mises à disposition sous la forme d'une compilation Summer + . 
Le premier ,,,, album studio de Jeff Rosenstock en tant qu'artiste solo, We Cool?, est sorti en 2015. Son deuxième album solo, intitulé Worry, est sorti le 14 octobre 2016. Le jour de l'an 2018, sort son troisième album studio, POST- avec 10 titres. Son quatrième album studio, NO DREAM, est sorti le 20 mai 2020. Une version totalement réorchestré en ska de NO DREAM, intitulée SKA DREAM est sortie le 20 avril 2021.
Il a joué avec de nombreux autres groupes de ska et de punk rock, dont Mustard Plug, The Bruce Lee Band et AJJ. Il a également joué avec les anciens musiciens de Bomb the Music Industry! Laura Stevenson et Lee Hartney. Ses influences musicales peuvent inclure Tom Waits, Pulp et The Beach Boys.
Il a également fondé le label indépendant Quote Unquote Records, qui publie tous ses disques gratuitement (conformément à l'idéologie DIY que Jeff Rosenstock suit depuis ses débuts).
Il a travaillé comme producteur pour d'autres artistes tels que Mikey Erg, The Smith Street Band, Laura Stevenson et Dan Andriano. Il est également membre d'Antarctigo Vespucci, un projet collaboratif monté avec Chris Farren, leader de Fake Problems. Depuis 2014, il est également membre du groupe de ska Bruce Lee Band aux côtés du fondateur d'Asian Man Records, Mike Park.
Jeff Rosenstock compose la musique de la série Craig of the Creek diffusée sur Cartoon Network.

## Discographie

### En Solo
- 2015 - We Cool?
- 2016 - Worry
- 2018 - Post-
- 2020 - No Dream
- 2021 - Ska Dream
- 2023 - Hellmode

### The Arrogant Sons of Bitches
- Built to Fail (1998)
- Pornocracy (2000)
- The Apology EP (2001)
- All the Little Ones Are Rotting (2002)
- The Arrogant Sons of Bitches (2004)
- Three Cheers for Disappointment (2006)
- This Is What You Get (2006)

### Bomb the Music Industry!
- Album Minus Band (2005)
- To Leave or Die in Long Island (2005)
- Good Bye Cool World (2006)
- Get Warmer (2007)
- Scrambles (2009)
- Others! Others! Volume 1 (2009)
- Adults!!!: Smart!!! Shithammered!!! And Excited by Nothing!!!!!!! (2010)
- Vacation (2011)

### Pegasuses-XL
- The Midnight Aquarium (2006)
- XL (2006)
- Pegauses-XL (2007)
- The Antiphon (2008)
- Electro Agitators (2009)
- Psychic Entourage (2011)

### Kudro
- Lando (2009)
- Boo (split avec Hard Girls) (2011)

### Antarctigo Vespucci
- Soulmate Stuff (2014)
- I'm So Tethered (2014)
- Leavin' La Vida Loca (2015)
- Love in the Time of E-Mail (2018)

### The Bruce Lee Band
- Community Support Group (2014)
- Everything Will Be Alright, My Friend (2014)
- Rental!! Eviction!! (2019)

### En tant que Producteur
- Dan Andriano in the Emergency Room: Party Adjacent (2015)
- Binary Heart: Brighter Days (2015)
- Laura Stevenson: Cocksure (2015)
- Mikey Erg: Tentative Decisions (2016)
- The Smith Street Band: More Scared of You Than You Are of Me (2017)
- Walter Etc.: Gloom Cruise (2017)